# Milpos
Milpos (más néven Milpospuszta, szlovákul: Milpoš) falu Szlovákiában, az Eperjesi kerület Kisszebeni járásában.

## Fekvése
Kisszebentől 14 km-re északnyugatra, a Milposi-patak völgyében fekszik.

## Története
A település a 15. században Hőnig várának birtokaként jött létre. Lakói főként Hőnigről ide települt pásztorok és a várbeli szolgálónépek voltak. A Milpos völgye kedvező feltételeket biztosított a pásztorkodásra, ezért előbb csak kis kunyhókat építettek ide. Később felépítették házaikat is. A település gyorsan növekedett. Lakói rövidesen egy kápolnát vagy kisebb templomot is építettek ide. Valószínűleg ennek, és az azt övező temetőnek maradványait találták meg véletlenül egy helyi lakos udvarán, ahol kőből épített alapok és csontok kerültek elő. Sajnos a település korai korszakából származó iratok nem maradtak fenn Hőnig várának kiégése miatt. 1775-ben az egyházlátogatás irataiban majorként „Puszta-Hanigócz” néven említik. Lakói főként szénégetéssel foglalkoztak.
A 18. század végén Vályi András így ír róla: „MILIPOS. Szabad puszta Sáros Várm. földes Urai Péchi Uraság, fekszik Pécs Újfalunak szomszédságában, és annak filiája.”
Fényes Elek 1851-ben kiadott geográfiai szótárában így ír a faluról: „Milpos, puszta, Sáros vmegyében, Péch-Ujfaluhoz 1 1/4 órányira, 80 romai, 112 görög kath. lak. Nagy erdőséggel. F. u. a Péchy nemzetség.”
A trianoni diktátum előtt Sáros vármegye Héthársi járásához tartozott.
Csak 1950. január 1-jén lett önálló település, addig Hőnig része volt.

## Népessége
| Év:            | 1994. | 2004.   | 2014.   | 2024.   |
| -------------- | ----- | ------- | ------- | ------- |
| Emberek száma: | 618   | 663     | 694     | 657     |
| Eltérés:       |       | +7,28 % | +4,67 % | -5,33 % |

| Év:            | 2023. | 2024.   |
| -------------- | ----- | ------- |
| Emberek száma: | 649   | 657     |
| Eltérés:       |       | +1,23 % |

2001-ben 651 lakosából 646 szlovák volt.
2011-ben 676 lakosából 666 szlovák.